# Dicranomyia anisota
Dicranomyia anisota là một loài ruồi trong họ Limoniidae. Chúng phân bố ở miền Australasia.